# Pocketful of Sunshine
Pocketful of Sunshine é o terceiro álbum de estúdio da cantora pop inglesa Natasha Bedingfield. Foi lançado pela Epic Records em 22 de Janeiro de 2008. O álbum incluiu algumas faixas do segundo álbum europeu N.B.. O álbum foi top três nos Estados Unidos, e os singles "Love Like This" e "Pocketful of Sunshine" foram top vinte. Até hoje a musica é lembrada por milhares de pessoas, sem dúvida alguma, uma musica maravilhosa.
O álbum tem colaborações do cantor de reggae Sean Kingston e do vocalista do Maroon 5, Adam Levine. A maioria das canções falam sobre amor e relacionamentos.

## Faixas
1. "Put Your Arms Around Me" - 3:43
2. "Pocketful of Sunshine" - 3:23
3. "Happy" - 3:40
4. "Love Like This" (com Sean Kingston) - 3:42
5. "Piece of Your Heart" - 3:47
6. "Soulmate" - 3:34 *
7. "Say It Again" (com Adam Levine nos vocais de fundo) - 3:32 *
8. "Angel" - 4:08
9. "Backyard" - 3:27 *
10. "Freckles" - 3:46
11. "Who Knows" -3:46 *
12. "Pirate Bones" - 3:52 *
13. "Not Givin' Up" - 3:49 *

(*) faixa tirada do N.B.